# Uniwersytet Licungo
Uniwersytet Licungo (port. Universidade Licungo) – uczelnia publiczna w Mozambiku w mieście Beira i Quelimane. Uniwersytet został utworzony na mocy dekretu z 14 lutego 2019 r., jednak działanie zaczął 28 marca 2019. Na uniwersytecie studiuje około 14 tys. studentów oraz jest zatrudnionych 700 osób.

## Wydziały
Na uczelni można kształcić się na wydziałach: Nauk Rolniczych, Nauki i Technologii, Ekonomii i Zarządzania, Edukacyjnym, Sztuki i Nauk Humanistycznych oraz Lekarskim.